# Фитисова, Елизавета Сергеевна
Елизавета Сергеевна Фитисова (род. 21 сентября 2001, Югорск, Ханты-Мансийский автономный округ) — российская волейболистка, центральная блокирующая.

## Биография
Елизавета Фитисова начала заниматься волейболом в югорской ДЮСШ «Смена». 1-й тренер — В. В. Драгунов. В 2017 получила приглашение из ВК «Уралочка» и на протяжении четырёх сезонов выступала за фарм-команду клуба в Молодёжной лиге и высшей лиге «А» чемпионата России. В сезоне 2020—2021 дебютировала в суперлиге, проведя за «Уралочку-НТМК» 7 матчей, а с 2021 является постоянным игроком основного состава команды.
В 2019 в составе молодёжной сборной России стала бронзовым призёром чемпионата мира.   

### Клубная карьера
- 2017—2021 —  «Уралочка»-2-УрГЭУ (Свердловская область) — молодёжная лига и высшая лига «А»;
- с 2020 —  «Уралочка-НТМК» (Свердловская область) — суперлига.

## Достижения

### Клубные
- серебряный призёр чемпионата России 2022.
- двукратная чемпионка Молодёжной лиги чемпионата России — 2018, 2019.
- двукратный победитель розыгрышей Кубка Молодёжной лиги — 2017, 2018.
- серебряный призёр чемпионата России среди команд высшей лиги «А» 2021.

### Со сборными России
- бронзовый призёр чемпионата мира среди молодёжных команд 2019.